# Пол Дрейк
Пол Дрейк (Paul Drake) — приватний детектив, друг Перрі Мейсона — персонажа, вигаданого американським письменником Ерлом Ґарднером.

## Характеристика персонажа
У романах Дрейк змальований високим і сутулим, з добрим почуттям гумору. Пол і Перрі добрі друзі, Дрейк не раз ризикує своєю ліцензією детектива, діючи всупереч закону, лиш для того, щоб допомогти Мейсону в розслідуваннях. За це він отримує доволі великі компенсації від Мейсона.